# Lapleau
Lapleau is een gemeente in het Franse departement Corrèze (regio Nouvelle-Aquitaine) en telt 525 inwoners (1999). De plaats maakt deel uit van het arrondissement Tulle.

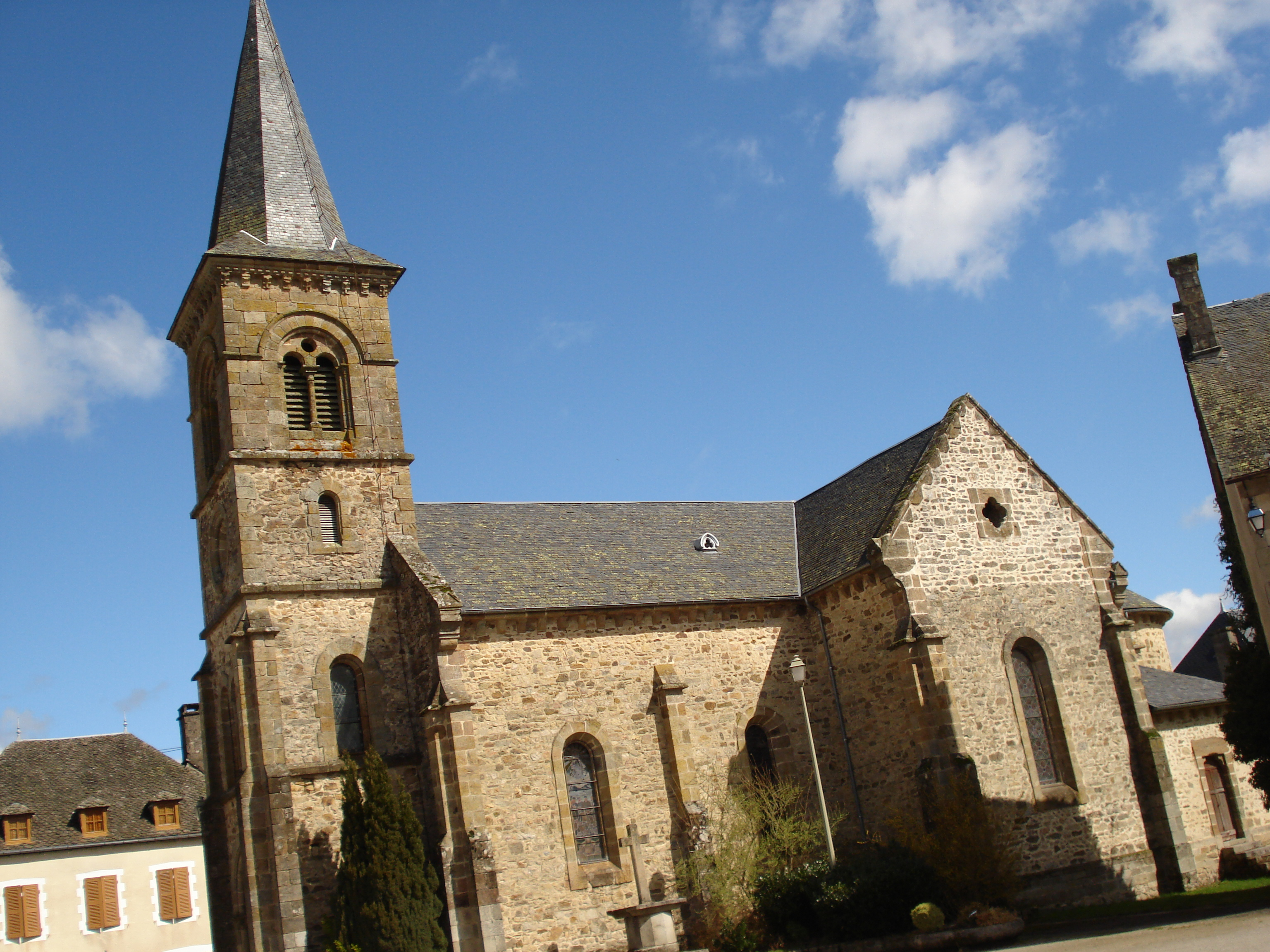
Kerk van Lapleau
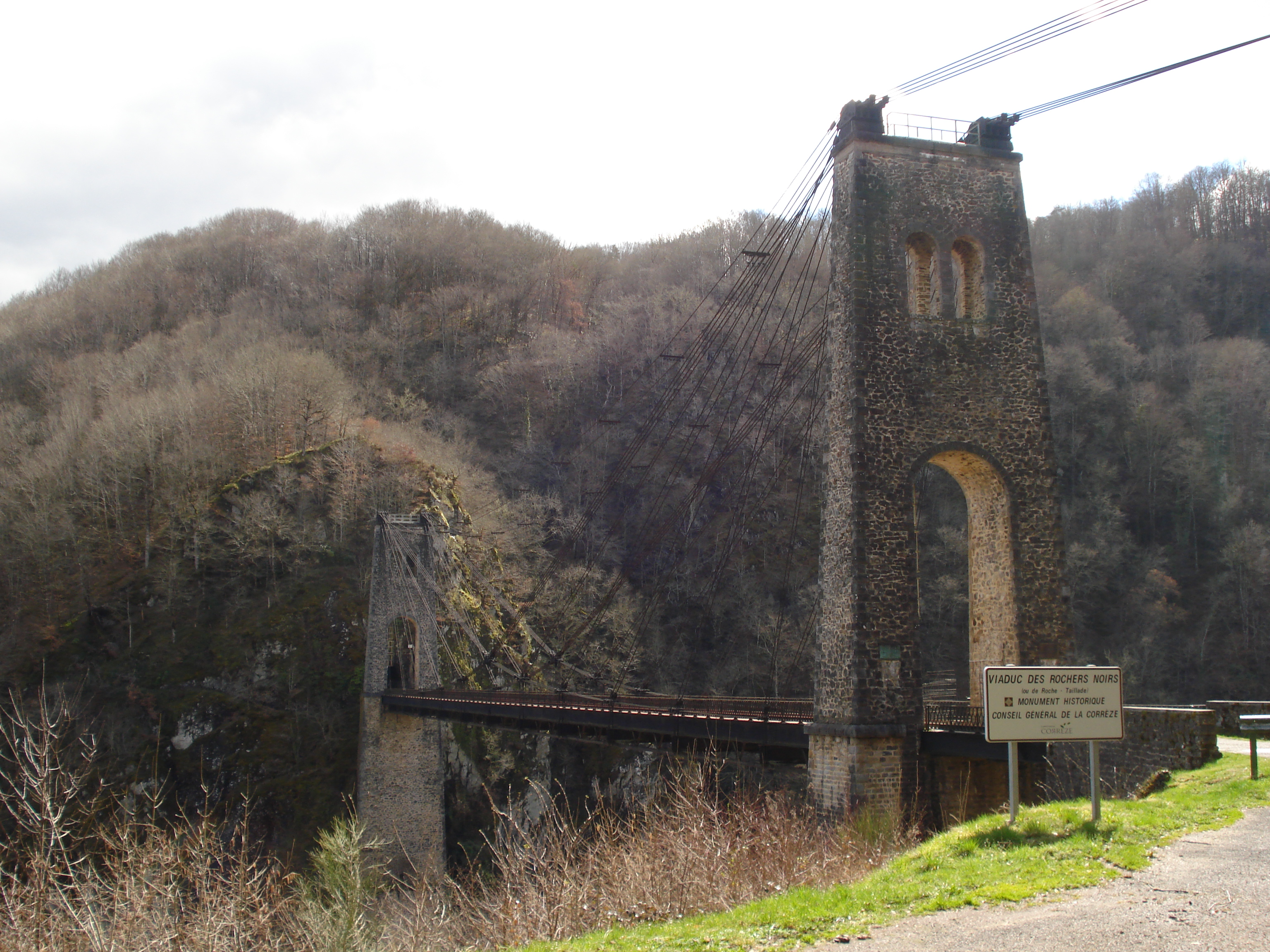
Viaduc des Rochers Noirs

## Geografie
De oppervlakte van Lapleau bedraagt 17,7 km², de bevolkingsdichtheid is 29,7 inwoners per km².
Een niet meer in gebruik zijnde verbinding tussen Lapleau en Soursac was het Viaduc des Rochers Noirs.
De onderstaande kaart toont de ligging van Lapleau met de belangrijkste infrastructuur en aangrenzende gemeenten.

## Demografie
Onderstaande figuur toont het verloop van het inwonertal (bron: INSEE-tellingen).